# الکس پالمر
الکس پالمر (انگلیسی: Alex Palmer؛ زادهٔ ۱۰ اوت ۱۹۹۶) بازیکن فوتبال اهل بریتانیا است.
از باشگاه‌هایی که در آن بازی کرده‌است می‌توان به باشگاه فوتبال کیدرمینستر هاریرس اشاره کرد.
وی همچنین در تیم ملی فوتبال England U16 بازی کرده‌است.